# Wilbertoord

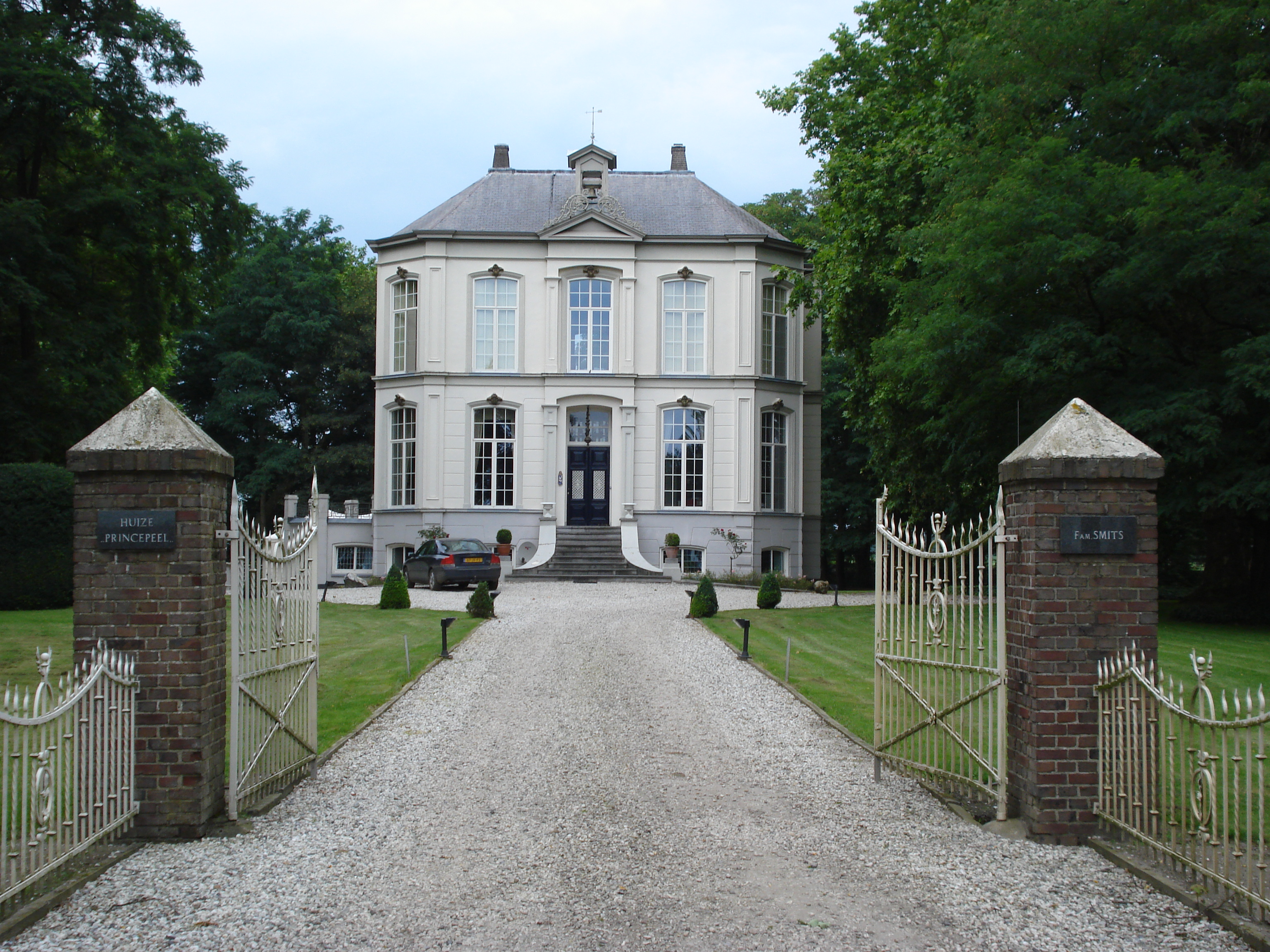
Landgoed Princepeel

Wilbertoord is een ontginningsdorp in de gemeente Land van Cuijk. Op 1 januari 2023 telde het dorp 1.095 inwoners, verdeeld over 433 woningen, met een gemiddelde WOZ-waarde van € 399.000, op een oppervlakte van 10,09 km².

## Etymologie
Wilbertoord is vernoemd naar Sint-Willibrord die in het plaatselijke dialect Sint-Wilbert heet.

## Geschiedenis
In 1837 lag op de plaats van het huidige Wilbertoord niet meer dan een kleine nederzetting in de Peel, waar slechts zes huizen stonden. Door de maatschappij Princepeel werd tussen 1888 en 1908 een gebied van 580 ha in cultuur gebracht. De directeur van deze maatschappij was Dominicus van Ophoven. De Dominicushoeve herinnert nog aan hem.
Omstreeks 1920 werd een weg aangelegd van Mill naar Landgoed Princepeel, en hierlangs werden ontginningswerkzaamheden uitgevoerd. Het Rijk verleende renteloze voorschotten voor de bouw van boerderijen, en zo ontstond Wilbertoord. Langzamerhand vestigden zich hier meer mensen en in 1928 werd er een drieklassige school geopend. De bevolking leeft van land- en tuinbouw.

## Kerk

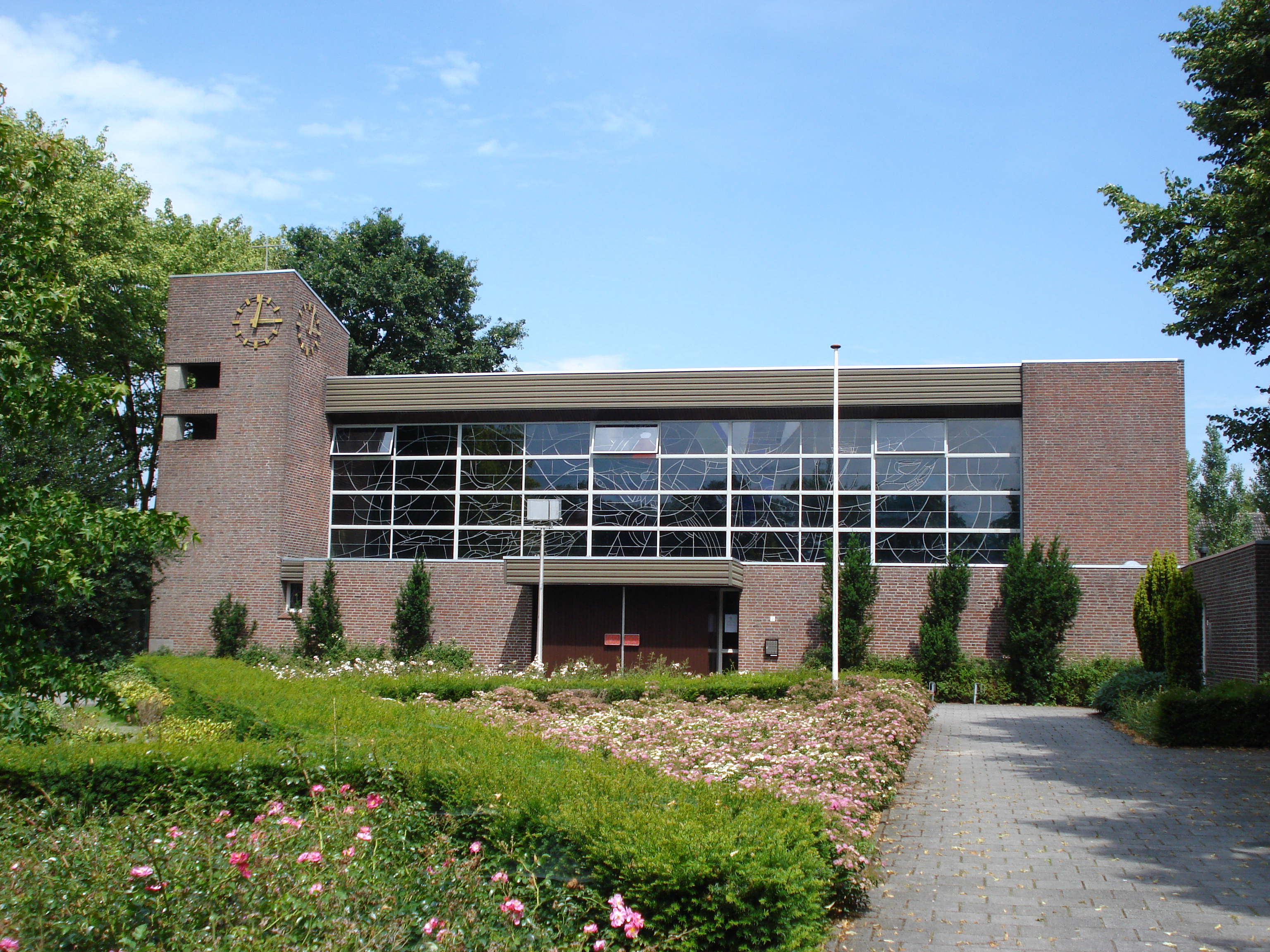
Kerk in Wilbertoord

Reeds vanaf 1945 werd de H. Mis opgedragen in een houten kerkje dat gebouwd was met afvalhout afkomstig van het Amerikaanse leger. Kees Bastiaans maakte een interieurschildering van Sint Willibrord die het geloof verkondigde aan de bewoners van de Peel. Deze noodkerk werd bediend door geestelijken uit Mill. Het duurde tot 1958 voordat Wilbertoord een zelfstandige parochie werd, en op 6 mei 1966 werd de moderne bakstenen Sint-Jozefkerk ingezegend. In 2004 ging de parochie op in de Pastorale Eenheid Regio Mill.

## Cultuur

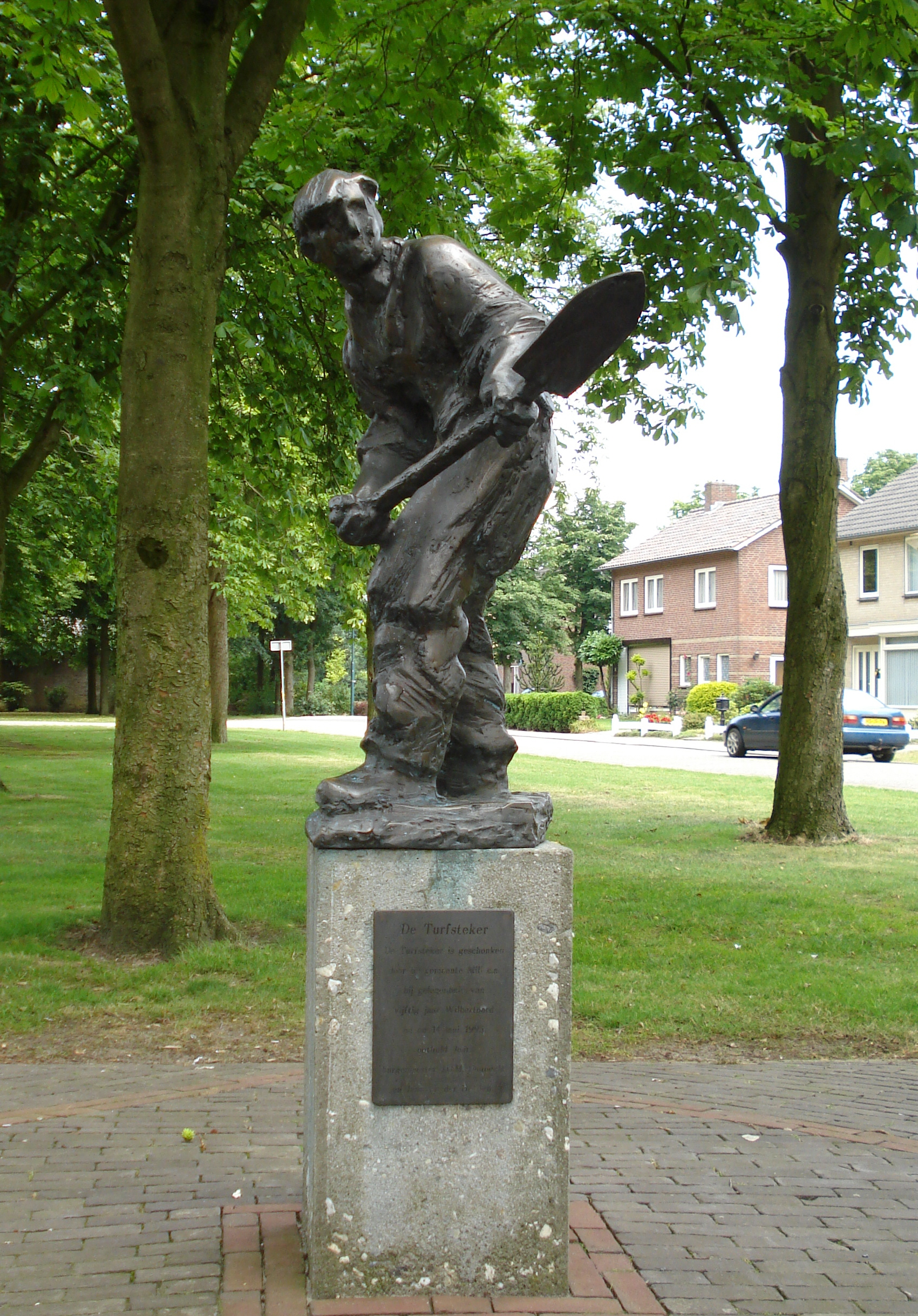
"De Turfsteker"

In 1945 werd de Vereniging Wilbertoord opgericht, die in 1995 haar 50-jarig bestaan vierde. Ter gelegenheid daarvan werd een beeld onthuld van de ‘Turfsteker’ op het Sint-Josephplein.
Wilbertoord is, mede door haar ligging, een zeer hechte gemeenschap, waarvan de bewoners onderling zeer behulpzaam zijn.

## Natuur en landschap
Wilbertoord ligt in een Peelontginningsgebied dat, op een paar kleine stukjes bos na, een agrarische bestemming heeft. Direct ten oosten van Wilbertoord liggen echter de uitgestrekte Gemeentebossen van Mill, die een oppervlakte van 490 ha beslaan. Ze bestaan voornamelijk uit naaldhout, wat hier en daar met loofhout is afgewisseld.
In Wilbertoord ligt het 540 ha beslaande landgoed Princepeel. 

## Bevolkingsontwikkeling
| Jaar* | Aantal inwoners |
| ----- | --------------- |
| 1995  | 1.010           |
| 1997  | 1.020           |
| 1999  | 1.060           |
| 2000  | 1.080           |
| 2001  | 1.080           |
| 2002  | 1.090           |
| 2003  | 1.090           |
| 2004  | 1.090           |
| 2005  | 1.110           |
| 2006  | 1.120           |
| 2007  | 1.110           |
| 2008  | 1.130           |
| 2009  | 1.120           |
| 2010  | 1.120           |
| 2011  | 1.110           |
| 2012  | 1.110           |
| 2013  | 1.115           |
| 2014  | 1.093           |
| 2015  | 1.079           |
| 2016  | 1.073           |
| 2017  | 1.068           |
| 2018  | 1.069           |
| 2019  | 1.076           |
| 2020  | 1.080           |
| 2021  | 1.085           |
| 2022  | 1.095           |
| 2023  | 1.095           |
| 2024  | 1.120           |

* Het aantal inwoners op 1 januari. De cijfers zijn tot en met het jaar 2009 aselect afgerond op tientallen. Vanaf het jaar 2010 t/m 2012 zijn ze aselect afgerond op vijftallen. Vanaf 2013 zijn de cijfers niet afgerond.

## Verenigingen
| Sport     | Faciliteiten               | Vereniging |
| --------- | -------------------------- | ---------- |
| Tennis    | 2 kunstgrasbanen           | TVW '84    |
| Biljarten | Gemeenschapshuis "De Wilg" | BC De Wilg |

- Zang en Toneelvereniging Internos (opgericht in 1945)
- Biljartclub De Wilg
- Carnavalsvereniging de Klotstèkers
- Korfbalvereniging Klick '15 (ontstaan in 2015 door een fusie van Ajola uit Landhorst en De Wilma’s uit Wilbertoord)
- Tennisvereniging TVW '84 Wilbertoord (opgericht in 1984)
- Voetbalvereniging s.v. DWSH'18 (ontstaan in 2018 door een fusie van SC St. Hubert uit Sint Hubert en De Willy's uit Wilbertoord)
- Volleybalvereniging WVC '91 Wilbertoord (opgericht in 1991)
- Oldtimer Tractorclub de Peeltuffers (opgericht in 2001, tevens de organisatie van: Wilbertoord Pakt Uut)
- Wilbertoordse Toer Club '11 't Wieleke
- Stichting Darts Wilbertoord

Voormalige verenigingen
- Korfbalvereniging De Wilma’s (opgericht in 1982, in 2015 gefuseerd met Ajola uit Landhorst tot Klick '15)
- Voetbalvereniging De Willy's (opgericht in 1945, in 2018 gefuseerd met SC St. Hubert uit Sint Hubert tot voetbalvereniging s.v. DWSH'18)

## Nabijgelegen kernen
Mill, Wanroij, Landhorst, Odiliapeel, Sint Hubert